# Matthias Baumann
Matthias Andreas Baumann (München, 5 april 1963) is een voormalig Duits ruiter gespecialiseerd in eventing. Baumann nam tweemaal deel aan de Olympische Zomerspelen en behaalde in 1988 de gouden medaille in de landenwedstrijd eventing, vier jaar later behaalde hij de bronzen medaille in de landenwedstrijd.

## Resultaten
- Olympische Zomerspelen 1988 in Seoel 6e individueel eventing met Shamrock II
- Olympische Zomerspelen 1988 in Seoel  landenwedstrijd eventing met  	Shamrock II
- Olympische Zomerspelen 1992 in Barcelona 34e individueel eventing met Alabaster
- Olympische Zomerspelen 1992 in Barcelona  landenwedstrijd eventing met Alabaster

1912: Nordlander, Adlercreutz, Casparsson,  Horn af Åminne ·
1920: Mörner, Lundström, von Braun,  Dyrsch ·
1924: Van der Voort van Zijp, Pahud de Mortanges, De Kruijff,  Colenbrander ·
1928: Pahud de Mortanges, De Kruijff, Van der Voort van Zijp ·
1932: Thomson, Chamberlin, Argo ·
1936: Stubbendorf, Lippert, von Wangenheim ·
1948: Henry, Anderson, Thomson ·
1952: von Blixen-Finecke, Stahre, Frölén ·
1956: Weldon, Rook, Hill ·
1960: Morgan, Lavis, Roycroft ·
1964: Checcoli, Angioni, Ravano ·
1968: Allhusen, Meade, Jones ·
1972: Meade, Gordon-Watson, Parker, Phillips ·
1976: Coffin, Plumb, Davidson, Tauskey ·
1980: Blinov, Salnikov, Volkov, Rogosjin ·
1984: Plumb, Stives, Fleischmann, Davidson ·
1988: Erhorn, Baumann, Kaspareit, Ehrenbrink ·
1992: Green, Rolton, Hoy, Ryan ·
1996: Schaeffer, Rolton, Hoy, Dutton ·
2000: Dutton, Hoy, Tinney, Ryan ·
2004: Boiteau, Lyard, Courrèges, Teulère, Touzaint ·
2008: Thomsen, Ostholt, Dibowski, Klimke, Romeike ·
2012: Auffarth, Jung, Klimke, Schrade, Thomsen ·
2016: Laghouag, Lemoine, Nicolas, Vallette ·
2020: Collett, McEwen, Townend ·
2024: Canter, Collett, McEwen